# الطارف
36°46′N 8°19′E / 36.767°N 8.317°E

الطارف،(بتيفيناغ: تنطق باللهجة المحلية: طارف)، مدينة وبلدية تابعة إقليميا إلى دائرة الطارف بولاية الطارف، الجزائرية، أصبحت عاصمة الولاية سنة 1984، بكونها ساحرة الأنظار، وتتميز بجمال جبالها، وسهولها الخضراء، وروعة تضاريسها، ومعالمها السياحية، وتعد أيضا مقصد الكثير من السياح، تبعد عن المطار الدولي عنابة ب73,7 كلم (ساعة و29د).

## أصل التسمية
المدينة حديثة النشأة حيث قطنها بعض القبائل الشاوية الرحالة في بدايات الاحتلال الفرنسي للجزائر، وسميت بالطارف أي طرف القطر الجزائري، ومعنى كلمة الطَّارِفُ: المستطْرَفُ، من أَطرافها، قال الله تعالى: «أَوَلم يروا أَنَّا نأْتي الأَرض ننقصها من أَطرافها أَفَهُم الغالبون» الأَزهري: أَطرافُ الأَرض نواحِيها، الواحد طَرَف وننقصها من أَطرافها أَي من نواحِيها ناحيةً ناحيةً، وعندما كان يسألون سكان الطارف أين تقع مدينتكم كانوا يردون أنها تقع في طرف الجزائر أي نهاية الحدود وبالأمازيغية (طرف = الجنب والزاوية) وفي رواية أخرى معنى كلمة الطارف: المال المستحدث.

## الموقع
ويحدها من الشمال البحر الأبيض المتوسط ومن الشرق الجمهورية التونسية ومن الغرب ولاية عنابة ومن الجنوب ولايتي سوق أهراس وقالمة.

## المناخ
تمتاز مدينة الطارف على العموم بمناخ رطب ومعتدل، 36 كلم عن البحر الأبيض المتوسط وهذا ما يجعل التيارات البحرية الرطبة تتغلغل إلى المنطقة، حيت رطب حار في الجهة الشمالية ورطب بارد في الجهة الجنوبية، أما معدل سقوط الأمطار فهي تتراوح ما بين 900 إلى 1200 مم / سنويا.

## الجغرافيا

### التضاريس
تنقسم تضاريس ولاية الطارف إلى قسمين:
المنطقة السهلية تضم مساحة قدرها 1258,94 كلم2 (43 ٪ من تراب الولاية وتحتوي على 68٪ من سكان الولاية) تمتاز بسهولها الممتدة وبحيراتها الأربعة:
بحيرة الطيور، بحيرة أوبيرة، بحيرة طونغا، بحيرة المالح، كما تمتاز بشريط ساحلي يمتد على طول 90 كلم به 09 شواطئ محروسة و 05 مناطق للتوسع السياحي بمساحة تقدر ب 5.185 هكتار وهي: (مسيدا، قمة روزا، الحنايا، مفراغ الشرق، مفراغ الغرب).
المنطقة الجبلية تمتد هذه المنطقة على مساحة قدرها 1632,75 كلم2 (57 ٪ من تراب الولاية و 32 ٪ من سكان الولاية)، كما تمتاز بجبالها الشامخة وغابتها الكثيفة التي تتوسع على 167.311 هكتار وبمنحدراتها التي تفوق 12 ٪.

## السكان
ينحدر سكان الطارف من أصول أمازيغية حيث عمرت المدينة القبائل البربرية منذ العصور الإنسانية الأولى، وعرفت القبائل الأولى المستقرة بالطارف ببابيرية نسبة إلى البربر، كما سكنتها أيضا قبائل موسولامي وكيرينا، ومن أبرز القبائل التي ينسب إليها اليوم سكانها المحليون نجد أمازيغ معربون، (الشاوية).

## التاريخ

### فترة ما قبل التاريخ
.

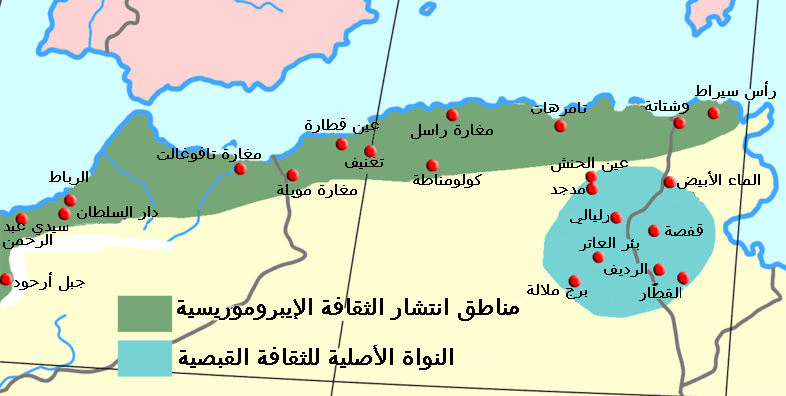
مناطق أنتشار الثقافة إيبيروموريسية، الحضارة العاترية والحضارة القفصية

كانت مدينة الطارف من بين مناطق أنتشار الثقافة إيبيروموريسية أو الأوشتاتيون (بالإنجليزية: Ibero-Maurusian) هي المنظر الثقافي لساحل شمال أفريقيا في الفترة بين العصر الحجري القديم العلوي والعصر الحجري الوسيط حوالي 20.000 إلى 10.000 سنة قبل الحاضر.

### الأحتلال الفرنسي
من الناحية التاريخية، قد كانت مختلف جهات الولاية منطقة للتحدي ومواجهة بين جحافل القوات الفرنسية إبان ثورة التحرير الجزائرية، كما كانت مدينة الطارف منطقة عبور للعتاد العسكري لقوات جيش التحرير الوطني الجزائري، بسسب أنتمائها إلى القاعدة الشرقية على الحدود التونسية مما ألتزم على الاحتلال الفرنسي للجزائر آنذاك إقامة خط شال وخط موريس، ومن أشهر المعارك في المنطقة سنة 1958 معركة القيطون ومعركة مجودة.

## مرحلة الأستقلال
عرفت مدينة الطارف توسعا عمرانيا كبيرا خلال فترة الأستقلال مع نمو أقتصادي وأجتماعي كبير، حيث تمت ترقيتها إلى مقر ولاية سنة 1984، حققت إنجازات هائلة في ظرف وجيز والعديد من المنشآت الصحية والتربوية، وكذا إنجاز بنية تحتية هامة في جميع القطاعات، وأحتضانها للعديد من التظاهرات الثقافية والرياضية على المستوى الجهوي والوطني.

## الاقتصاد
إن الاقتصاد العام للولاية يرتكز أساسا على الثروات المتوفر عليها والمتمثلة في:
الفلاحة وتربية المواشي: بحيث تقدر الأراضي الصالحة للزراعة ب 73.346 هكتار منها 14.000 هكتار مسقية منها بساتين قرية المطروحة التي تبعد عن مقر الولاية ب 5 كلم التي تسودها أشجار المثمرة كالمشمش والخوخ وبعض الحمضيات، كما تقدر الثروة الحيوانية بـ 16.953 رأس من الغنم و86.400 رأس من البقرة و55.300 رأس من الماعز.
ويشغل هذا القطاع حوالي 28.885 نسمة أي ما يعادل 29,45 ٪ من العدد الإجمالي للعاملين.

## السياحية

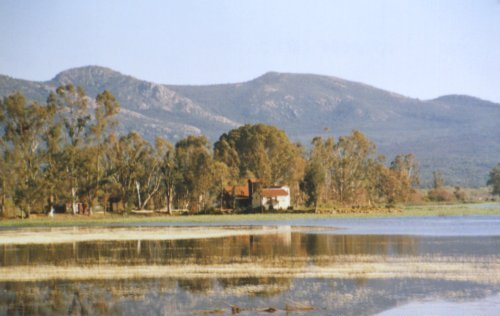
القالة
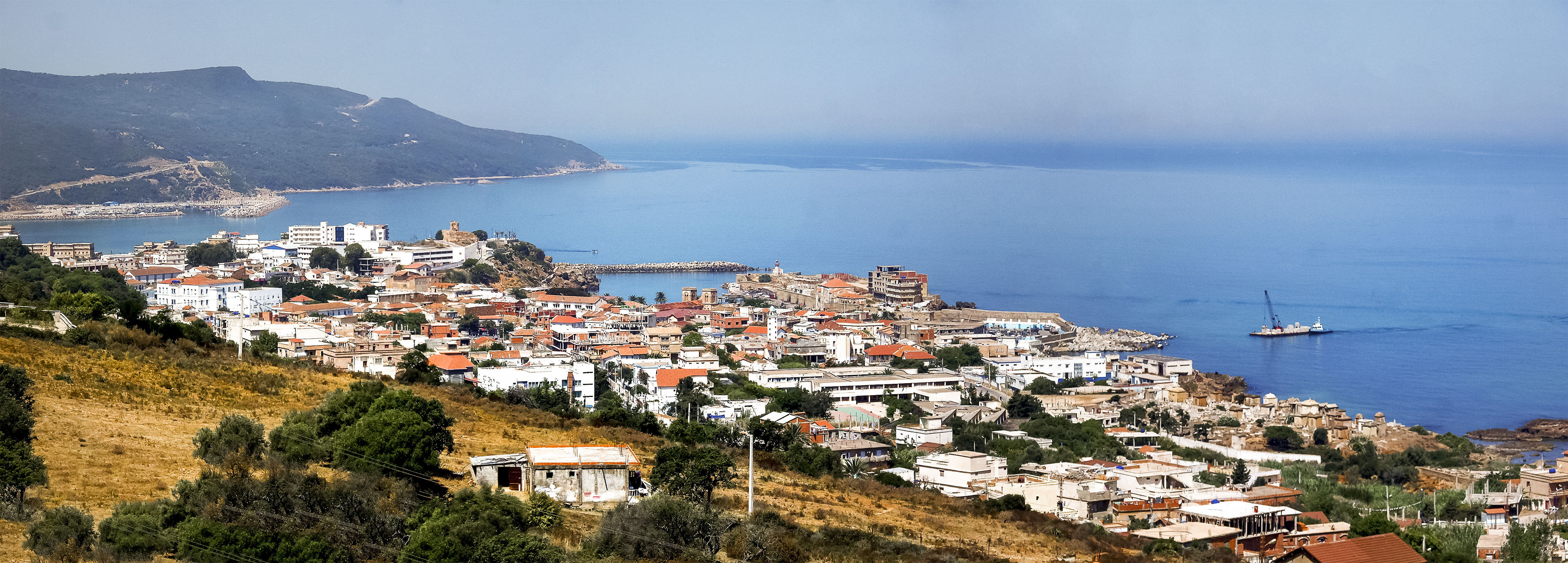
القالة

المتمثلة في الشريط الساحلي طوله 90 كلم ويحتوي على 05 مناطق للأزدهار السياحي و09 شواطئ محروسة، تمتاز ولاية الطارف بعديد الثقافات حيث وبحكم أنها منطقة سياحية حيث يصل عدد السياح ببلدية القالة أكثر من مليون سائح، وهي مدينة ساحلية وحدودية مع تونس ثاني أكبر مدن ولاية الطارف، ذلك أنها تضم «'الحظيرة الوطنية للقالة'» وميناء للصيد البحري بالإضافة إلى عديد الشواطئ وأشهرها شاطئ المسيدا، كما تشتهر بخلجان المرجان بحيرة الطيور كبحيرة طونغا وبحيرة فزارة، بحيرة الأوبيرا، المحمية بواسطة اتفاقية رامسار للمناطق الرطبة.
ويوجد بها سدين: سد بوقوس،
تضم منطقة بوثلجة التي تعتبر متحفا حقيقيا في الهواء الطلق العديد من المواقع الأثرية والبقايا القديمة منتشرة تقريبا عبر كامل هذه الدائرة التي تبعد بحوالي 12 كلم عن مدينة الطارف مقر الولاية.
غار المعا وهو موقع أثري رائع وأخاذ بأتجاه المحطة الحموية سيدي جاب الله ويعلو ب300 متر عن سطح البحر يروي عن منطقة ثرية بالتاريخ.
و بسفح جبل بن فرج بحروكة ببلدية الشافية تشهد مدينة توليو عن آثار تعاقب عديد الحضارات على هذه المنطقة التي تقع بأقصى شمال شرق البلاد.
و يتعلق الأمر بمدينة قديمة تعود للفترة الرومانية وتتربع على 36 ألف متر مربع وهو موقع يتكون من بقايا بنايات وكهوف ما تزال تشهد عن ماضي تاريخي لم يكشف بعد عن كل أسرار على حد تعبير رئيسة مصلحة التراث بمديرية الثقافة.
و بنفس الموقع توجدمزارة سيدي شراف التي تضم شجرة زيتون عالية وكذا عديد الشواهد التي تدل على عديد النشاطات التي كانت تمارس.
و من بين البقايا الأثرية التي ماتزال محفوظة هناك آثار للأستخلاص على الصخور وجدار سميك وأسفل صهريج به طلاء مائي ممتد نحو الأرض بالإضافة إلى نصب جنائزية.
العديد من المواقع الأثرية قد تم إحصاؤها عبر ولاية الطارف على غرار تلك الموجودة بالزيتونة والبسباس وبوقوس أي ما مجموعه ستين مزرعة تضم معاصر تعود للفترة الرومانية وكانت تستعمل إلى غاية الفترة البيزنطية.
و يضاف إلى هذا التراث الثري والمتنوع ثلاثين قبرا دائريا (دولمن) و 100 نصبا جنائزيا ما تزال تقاوم عوامل الطبيعة وتحكي للزائر تاريخ الشعوب التي تعاقبت على هذه المنطقة.
تضم ولاية الطارف ثلاثة مواقع مصنفة على الصعيد الوطني تقع بكل من القالة على غرار معقل (باستيون) فرنسا والكنيسة وحضن مطحنة بالإضافة إلى 10 أخرى مصنفة على المستوى المحلي من بينها قصر لالة فاطمة بالعيون وبن سعيدان ببوقوس، فهي آثار تظهر من حين لآخر فيما لا تزال أخرى تحت التراب عبر إقليم هذه الولاية تضيف المصالح المكلفة بالتراث بمديرية الثقافة التي أبرزت الجهود المبذولة لإعادة تأهيل هذا التراث الهام.
- أحد أكبر وأجمل المساجد في الولاية وهو مسجد الفرقان الذي بني على أنقاض كنيسة والتي تم تهديمها مع خروج الاستعمار الفرنسي من المدينة لبناء المسجد.
- أهم المراكز الثقافية للولاية:
- دار الشباب أحمد بتشين
- قاعات الانترنيت وتعدادها ضعيف نوعا ما ما يقارب 15 قاعة بكامل الولاية

## فن الطبخ

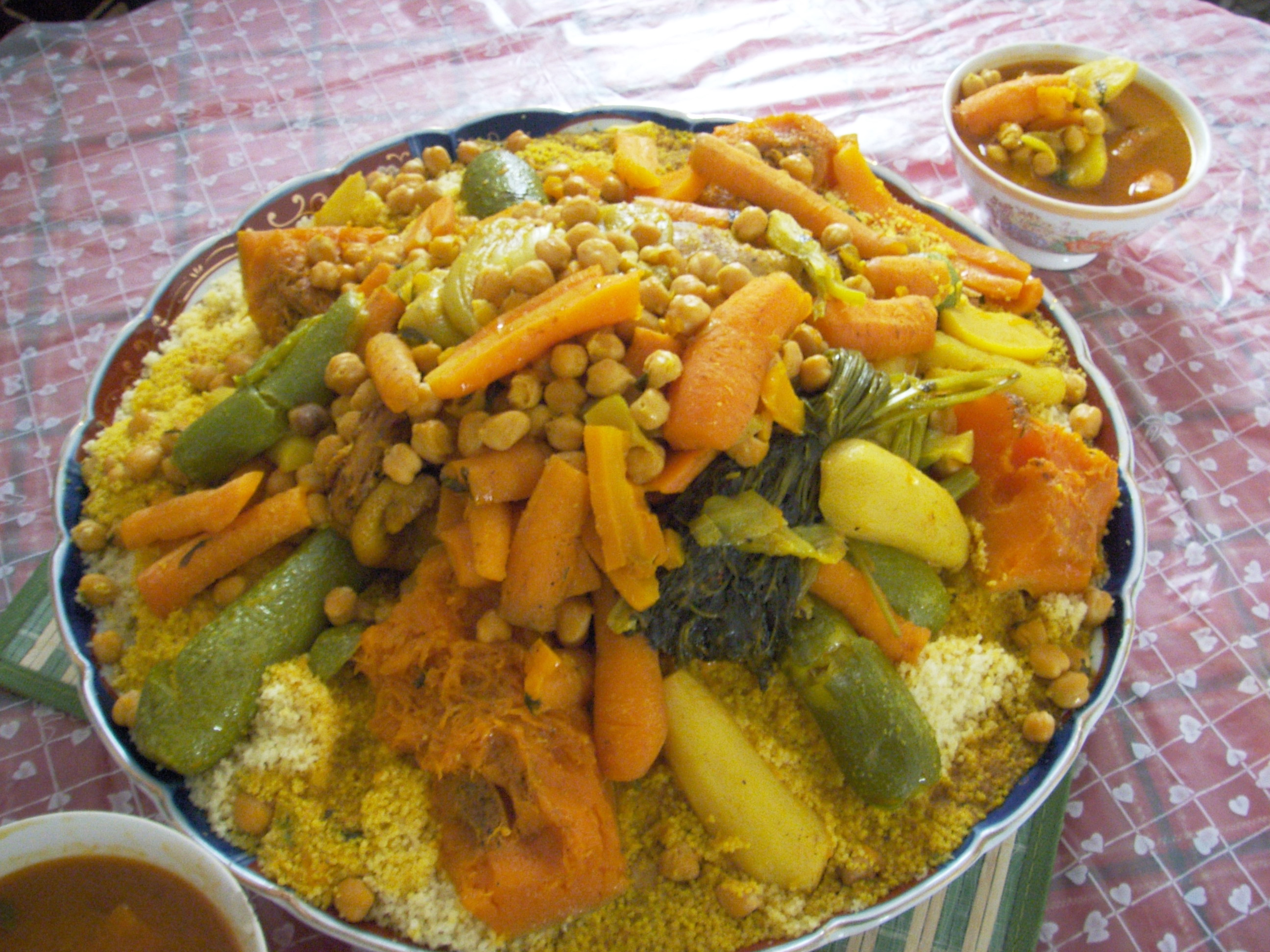
الكسكسي

المطبخ الطارفي هو أسلوب الطّبخ المستمد من التقاليد العريقة لـلشّعب الجزائري، يعتبر جزء من المطبخ المتوسطي، وهو خلاصة ثقافات عديدة بربرية، عربية، تونسية، الأطباق الأكثر شعبيّة وشهرة
الكسكسي يعتبر الطبق الوطني التقليدي في الجزائر

## الأعلام
- أذاعة الطارف الجهوية
- أخبار ولاية الطارف على مدار الساعة.

## التعليم
يوجد مراكز تعليمية على كافة المستويات من التعليم الابتدائي إلى غاية التعليم العالي أيضاً العديد من المدارس الخاصة.
- مركز التعليم عن بعد لولاية الطارف والذي يتبع لديوان الوطني للتعليم والتكوين عن بعد.

### التعليم الجامعي
تضم هذه الولاية العديد من الجامعات ومؤسسات التعليم الجامعي، منها:
- جامعة الطارف، تحتوي على 06 كليات هم:
- كلية العلوم والتكنولوجيا.
- كلية العلوم الاجتماعية والإنسانية.
- كلية العلوم الطبيعية والحياة.
- كلية الآداب واللغات.
- كلية الاقتصاد، إدارة الأعمال والعلوم.
- كلية الحقوق والعلوم السياسية.
- جامعة التكوين المتواصل (UFC)

### التكوين المهني
يوجد بالمدينة معهد الوطني المتخصص في التكوين المهني ومركزين لتكوين المهني والتمهين

## الثقافة

### المراكز الثقافية والمتاحف
- دار الثقافة الطارف.[4]
- المركز الثقافي الأسلامي.
- متحف المجاهد الطارف.[5]

### المكتبات
- مكتبة الرئيسية للمطالعة العمومية لولاية الطارف (الشهيدة فرانسواز لويز المدعوة مبروكة بلقاسم).

### المعارض والملتقيات
- معرض الكتاب.
- الأيام الثقافية لولاية الطارف بساحة الأستقلال بقلب مدينة الطارف.
- الصالون الوطني للفنون التشكيلية '«النمفية»' التي تدخل في إطار البرنامج الرسمي لدار الثقافة بولاية الطارف، بحيث يتم خلال التظاهرة التي تدوم ثلاثة أيام، تنظيم معرض للفنون التشكيلية، محاضرات، ورشة للرسم خاصة بالأطفال، وجولات سياحية إلى أهم المناطق التاريخية والمعالم الأثرية بولاية الطارف.

## الساحات العمومية
يوجد بمدينة الطارف 3 ساحات عمومية عصرية تتوفر على كل مرافق الراحة التي تحتاجها العائلات والأطفال للترويح عن النفس واللعب.
الساحة الأولى أطلق عليها اسم (11 ديسمبر 1960)، وقد أنجزت بجوار المستشفى الجديد وتتربع على مساحة 8 آلاف متر مربع.
الساحة الثانية أنجزت بحي 30 مسكنا تساهميا وتم تسميتها (بساحة الطفولة) وتتربع على مساحة 2000 متر مربع.
أما الثالثة فتقع بحي 50 مسكنا وسميت (بساحة الطفولة)، وهي فضاءات أضفت لمسة جمالية على عاصمة الولاية.
وتضم مساحات خضراء وأزيد من 100نقطة ضوئية من النوعية العالية ومواقف للسيارات إضافة إلى مربعات لألعاب الأطفال والجلوس وتضم أكشاكا لبيع المثلجات.

## الصحة
يوجد بالمدينة مستشفى إلى جانب 18 عيادة متعددة الخدمات وكذا 88 قاعة علاج و 122 وكالة صيدلانية و 33 مخبرا للتحاليل الطبية.
- مستشفى الطارف.
- مدرسة التكوين الشبه طبي بالطارف.

## النقل والمواصلات

### النقل الحضري
مؤسسة للنقل الحضري تدعمت بها مؤخرا المدينة.

### سيارات الأجرة
سيارات الأجرة أو تاكسي مواصلات عامة في المدينة مسجلة وذات لون أصفر موحد، تضمن النقل إلى أجميع مناطق المدينة.

## الرياضة
المركب الرياضي الجواري بالطارف الذي يحمل اسم (المجاهد تحري الطاهر المدعو رابح) هو مؤسسة ذات طابع عمومي تربوي ترفيهي ويحتوي على:
- نادي للشباب (بابيفوت، كرة الطاولة).
- نادي للخياطة والترز التلقيدي.
- نادي للإعلام الألي.
- نادي للموسيقي بمختلف طبوعها.
- نادي الموطنة.
- نادي الأخضر الخاص بالبيئة.

أما بالنسبة للنشاطان الرياضية يحتوي المركب علي قاعة كبيرة لممارسة مختلف الرياضات الفردية وفنون قتالية منها:
- الكارتيه، الجيدو، التايكواندوآيكيدو، الفوفتنام، كيك بوكسينغ، اليوسيكان بيدو.
- دون ان ننسى أرضية مخصصة للالعاب المتعلقة بالكرة الحديدية ومسبح، وأيضا يوجد بالمركب ملعب جواري لكرة القدم المصغرة.
- يوجد في ولاية الطارف العديد من النوادي لكرة القدم منهم:
- أولمبي الطارف. وهو أعرق وأكبر نادي في الولاية.
- مدرسة براعم مدينة الطارف. (مدرسة كرة القدم).
- رابطة ولاية الطارف الجهوية لكرة القدم.
- النادي الرياضي الهاوي لوفاق فتيات الطارف لكرة القدم النسوي.[6]

## معرض الصور
غابة بولاية الطارف

## أتفاقيات التوأمة والصداقة
تونس ولاية جندوبة، الإتفاق على مجموعة مقترحات تخص أشكال التعاون والشراكة من أجل تنمية المناطق الحدودية للبلدين الشقيقين..

## وصلات خارجية
- الموقع الرسمي لولاية الطارف
- غرفـة الصناعـة التقليديـة والحـرف الطارف
- جامعة الطارف (بالفرنسية).
- مديرية الخدمات الجامعية الطارف
- موقع مديريه التربية والتعليم لولاية الطارف
- مديرية التجارة لولاية الطارف
- غرفة التجارة لولاية الطارف
- مديرية الصحة لولاية الطارف
- إذاعة الطارف الجهوية
- مجلس قضاء الطارف
- بلدية الطارف تتحول إلى قطب صناعي وسياحي
- أحياء مدينة الطارف تتدعم بفضاءات جديدة للعب الأطفال
- وزارة الثقافة الجزائرية تضع 400 موقع أثري سياحي في الطارف في أهتماماتها
- ولاية الطارف قطب سياحي ضخم
- موقع الكتروني يتكلم عن جمال القالة
- رابطة ولاية الطارف الجهوية لكرة القدم
- إنتاج العسل بولاية الطارف
- خريطة شبكة الطرقات لولاية الطارف في موقع وزارة النقل
- ولاية الطارف.. متحف مفتوح على الهواء الطلق
- الطارف: منطقة بوثلجة... متحف في الهواء الطلق وبقايا أثرية على نطاق واسع
- ولاية الطارف الخضراء تزخر بثروة أقتصادية ضخمة
- زيارة وزير المجاهدين لولاية الطارف
- صفحة الطارف على موقع الوكالة الوطنية لتطوير الأستثمار
- صفحة الطارف على موقع فيتامين